# Šejch Džunajd
Šejch Džunajd († 1460), syn šejcha Ibráhíma, byl hlavou súfijského řádu Safávíja v Ardabílu (1447–1460) a dědem pozdějšího perského šáha Ismá‘íla I., zakladatele safíovské dynastie. Hlavní Džunajdovou zásluhou bylo vytvoření úderné řádové armády z příslušníků nomádských, většinou turkických kmenů, čímž dosud duchovní řád Safávíja získal politický význam. Pro své příznivce se stal Džunajd Bohem vyvoleným mužem, duchovním i vojenským vůdcem.
Politicky se Džunajd dostal do konfliktu s tehdy nejmocnější dynastií v Persii, Karakojunluskou, byl vypovězen Džahánšáhem z Ardabílu, uzavřel však spojenectví s Akkojunluy, rivaly Karakojunluů, a toto spojenectví zpečetil sňatkem svého syna Hajdara s Álam, dcerou sultána Uzun Hasana a byzantské (trapezuntské) princezny Despiny Chatun. 
V roce 1460 padl Džunajd v bitvě na území dnešního Ázerbájdžánu a v čele řádu ho nahradil Hajdar.